# Аль-Вахдат (футбольний клуб)
Спортивний клуб «Аль-Вахдат» або просто «Аль-Вахдат» араб. نادي الوحدات — йорданський футбольний клуб з міста Амман, який виступає в Йорданській лізі.

## Досягнення
- Чемпіонат Йорданії:
  -  Чемпіон (17): 1980, 1987, 1991, 1994, 1995, 1996, 1997, 2005, 2007, 2008, 2009, 2011, 2014, 2015, 2016, 2018, 2020

- Кубок Йорданії:
  -  Володар (13): 1982, 1985, 1989, 1996, 1997, 2000, 2009, 2010, 2011, 2014, 2022, 2023-24, 2024-25

- Кубок герба Футбольної Асоціації Йорданії:
  -  Володар (10): 1983, 1984, 1989, 1996, 2003, 2005, 2008, 2010, 2017, 2020

- Суперкубок Йорданії:
  -  Чемпіон (15): 1989, 1992, 1997, 1998, 2000, 2001, 2005, 2008, 2009, 2010, 2011, 2014, 2018, 2021, 2023